# Bacelarella conjugans
Bacelarella conjugans là một loài nhện trong họ Salticidae.
Loài này thuộc chi Bacelarella. Bacelarella conjugans được Szüts & Rudy Jocqué miêu tả năm 2001.